# Infopoverty
Infopoverty è il nome dato al Programma e alla Conferenza Mondiale nati nel 2001, nell'ambito delle Nazioni Unite, con l'obiettivo di combattere la povertà attraverso l'applicazione delle ICT, tecnologie dell'informazione e della comunicazione.
Il termine è stato coniato nel 1998 dall'Arch. Pierpaolo Saporito, Fondatore e Presidente di OCCAM - Osservatorio per la Comunicazione Digitale.

## Infopoverty World Conference
La Infopoverty World Conference è la conferenza internazionale annuale, sotto l'egida delle Nazioni Unite, presso il Palazzo di Vetro di New York, organizzata da OCCAM, insieme al Parlamento europeo, UNESCO, e altre istituzioni scientifiche e universitarie (Infopoverty Institute dell'Oklahoma University). Alla sua XIII edizione, la Infopoverty World Conference ha goduto della partecipazione di oltre 100 organizzazioni internazionali, governi, istituzioni internazionali e regionali, pubbliche, private e della società civile e 63 paesi.

## Infopoverty Programme
Il Programma Infopoverty implementa in atti concreti gli orientamenti emersi dalla Conferenza, attraverso il modello "ICT Village" per la creazione di Smart Villages, al fine di aiutare le comunità più svantaggiate. I primi progetti pilota furono realizzati a San Ramon e San Pedro, in Honduras, in collaborazione con il locale Ministero della Scienza e Tecnologie, in seguito alla devastazione dell'uragano Mitch.
Queste esperienze sono state fondamentali per la definizione, grazie alla collaborazione con le più importanti istituzioni internazionali, del modello di ICT Village, convalidato dal World Summit on the Information Society, a Tunisi nel 2005, attraverso la creazione del Villaggio ICT di Borj Touil.
In seguito, il modello è stato implementato a Sambaina, in Madagascar., poi proclamato Millennium Village dalle Nazioni Unite. Nuovi progetti sono in corso in Leshoto, Perù ed Etiopia.